# Amal Alamuddin
Amal Ramzi Junia Alamuddin Clooney (Beirute, 3 de fevereiro de 1978) é uma barrister anglo-libanesa especializa em direito internacional público, direito penal internacional e direitos humanos, ativista, autora, professora e palestrante.
Seus clientes incluem Maria Ressa, Julian Assange, o fundador do WikiLeaks, em sua luta contra a extradição, a ex-primeira-ministra da Ucrânia, Iulia Tymoshenko, o jornalista egípcio-canadense Mohamed Fahmy, e Nadia Murad, ganhadora do Prêmio Nobel.
Em 2018, entrou na lista de 331 candidatos ao Nobel da Paz por seu trabalho com direitos humanos.
Em 2019, foi nomeada enviada especial para a liberdade da mídia pelo British Foreign & Commonwealth Office. Ela renunciou ao cargo em 2020.
É casada com o ator e diretor George Clooney e com ele fundou e preside a Clooney Foundation for Justice.

## Biografia
Amal é a mais nova de três irmãos. Seu pai, Ramzi Alamuddin, um druso libanês da família Alamuddin de Baakline, é MBA pela Universidade Americana de Beirute, professor aposentado da mesma universidade e empresário. Ele retornou ao Líbano em 1991. Sua mãe, Baria (nascida Miknass), de uma família de muçulmanos xiitas de Trípoli no norte do Líbano, é uma premiada jornalista política, foi editora estrangeira do jornal Pan-Árabe al -Hayat, sendo responsável por entrevistar grandes nomes, como Margaret Thatcher, Benazir Bhutto e Fidel Castro, âncora de jornal da TV Libanesa, colaboradora da CNN, analista de assuntos do Oriente Médio em canais como BBC, Sky News, ITN, CNBC, Al-Arabia, Al-Jazeera e é fundadora da empresa de relações públicas International Communication Experts, que faz parte de uma grande empresa especializada em reservas de convidados de celebridades, fotografia publicitária e promoção de eventos. Seu avô paterno era médico formado na primeira turma de medicina da Universidade Americana de Beirute e diretor de um grande hospital universitário, o avô materno foi ministro.
A família Alamuddin é abastada e viveu no vilarejo de Baakline, 45 quilómetros de Beirute até o começo dos anos 80, quando se mudou para Gerrards Cross, Buckinghamshire, por conta da Guerra do Líbano. Lá, Amal conquistou nacionalidade britânica.
Amal estudou na Dr Challoner's High School, uma escola feminina localizada em Buckinghamshire. Se graduou em Jurisprudência na St Hugh's College, uma das faculdades que constituem a Universidade de Oxford. Lá, recebeu um "Exhibition". tipo de premiação de universidades britânicas dada para alunos de maior destaque e melhor desempenho, e o Shrigley Award, prêmio de excelência em estudos de direito.
Depois, fez mestrado na Escola de Direito de Nova York, EUA, onde se especializou em direitos humanos, internacional e penal. Enquanto estudante da NYU, recebeu o Jack J. Katz Memorial Award por excelência em direito do entretenimento.
Amal fala três idiomas fluentemente: árabe, inglês e francês.
A advogada é ateia.

## Carreira
Amal passou na ordem dos advogados de Nova York em 2002 e na época em que viveu em solo americano, trabalhou como assistente da atual juíza da Suprema Corte dos Estados Unidos, Sonia Sotomayor. Depois, trabalhou no prestigiado escritório Sullivan & Cromwell por três anos como parte do Grupo de Defesa e Investigações Criminais, onde seus clientes incluíam Enron e Arthur Andersen.
Em 2004, completou o estágio judicial no Tribunal Internacional de Justiça, onde foi assistente do juiz Vladlen S. Vereshchetin da Rússia, do juiz Nabil Elaraby do Egito, e do juiz Sir Franklin Berman do Reino Unido.
Posteriormente, foi baseada em Haia, trabalhando no Gabinete do Promotor no Tribunal Especial da ONU para o Líbano e no Tribunal Penal Internacional para a antiga Iugoslávia.
Em 2010, se qualificou para praticar advocacia na Inglaterra e País de Gales, voltou para Londres e passou a atuar como barrister em um dos escritórios de advocacia mais importantes do país, o Doughty Street Chambers, onde trabalha até hoje.
Em 2013, foi nomeada para uma série de comissões das Nações Unidas, incluindo assessoria do Enviado Especial Kofi Annan na Síria e conselho para o Inquérito de Drones de 2013 pelo relator de direitos humanos da ONU, Ben Emmerson QC, sobre o uso de drones em operações de contraterrorismo.
Outros casos famosos em seu currículo, são do jornalista Julian Assange, fundador do WikiLeaks, e o da ex-primeira-ministra da Ucrânia, Yulia Tymoshenko.
Em 2018, entrou na lista de 331 candidatos ao Nobel da Paz. Os vencedores foram sua cliente Nadia Murad e Denis Mukengere Mukwege.

### Casos Notáveis
Em 2011, auxiliou o Tribunal Permanente de Arbitragem na arbitragem entre Merck Sharp e Dohme e a República do Equador.
A partir de 2014, representou o jornalista canadense da Al Jazira inglesa Mohamed Fahmy que, junto de outros jornalistas, estava detido no Egito. Ele acabou sendo condenado a três anos de prisão e perdeu um novo julgamento em agosto de 2015 antes de finalmente ser perdoado pelo presidente egípcio Abdel Fattah al-Sisi.
Em outubro de 2014, ela foi contratada em uma tentativa de repatriar as esculturas gregas antigas, os mármores de Elgin. Em maio de 2015, a Grécia decidiu interromper o processo judicial para recuperar as esculturas.
Em janeiro de 2015, Clooney começou a trabalhar no reconhecimento do genocídio armênio, representando a Armênia em nome da Doughty Street Chambers junto de Geoffrey Robertson QC. Ela disse que a posição da Turquia era hipócrita "por causa de seu histórico vergonhoso de liberdade de expressão", incluindo processos contra armênios turcos que fizeram campanha para que os massacres de 1915 fossem chamados de genocídio.
Em 8 de março de 2015, Amal abriu um processo contra o Governo da República das Filipinas perante o Grupo de Trabalho da ONU sobre Detenção Arbitrária, um órgão subordinado à Comissão de Direitos Humanos das Nações Unidas, pela continuação da detenção da ex-presidente das Filipinas Gloria Macapagal-Arroyo. Arroyo era uma congressista de Pampanga na época. Em 2 de outubro, o Grupo de Trabalho das Nações Unidas sobre Detenção Arbitrária divulgou posteriormente sua opinião de que a detenção do ex-presidente Arroyo "viola o direito internacional" e é "arbitrária por vários motivos".
Em 7 de abril de 2015, foi anunciado que ela faria parte da equipe jurídica que defende Mohamed Nasheed, ex-presidente das Maldivas, em sua detenção arbitrária em curso. Nasheed foi condenado a 13 anos de prisão em março de 2015, após o que foi caracterizado como um julgamento por motivos políticos. [55] A Amnistia Internacional descreveu a sua sentença como uma "caricatura de justiça". Um dia antes de Amal de visitar as Maldivas para acompanhar o caso e falar com Nasheed na prisão, o co-advogado local que trabalhava no caso foi esfaqueado na cabeça, uma indicação do perigo e da instabilidade no país. Em janeiro de 2016, ela deu uma série de entrevistas sobre o julgamento e prisão de Nasheed, e fez esforços para apoiar a imposição de sanções nas Maldivas. De acordo com o The Economist, ela "ajudou a fortalecer o apoio do primeiro-ministro britânico, David Cameron, à causa da democracia das Maldivas". Em novembro de 2018, o time jurídico de Mohamed Nasheed conseguiu que sua condenação fosse cancelada e ele foi solto.
Em junho de 2015, Clooney começou a trabalhar no caso recentemente reaberto do Hooded Men movido pelo governo irlandês contra o governo britânico no Tribunal Europeu de Direitos Humanos. Ela trabalhou com o ministro irlandês dos Negócios Estrangeiros Charles Flanagan.
Clooney faz parte da equipe legal que representa Louis Olivier Bancoult e os ilhéus de Chagos em sua alegação de que foram forçados a deixar sua ilha, Diego Garcia, em 1971 pelo governo do Reino Unido para abrir caminho para uma base militar dos EUA.
Em 2016, foi anunciado que Clooney representaria a jornalista azerbaijana Khadija Ismayilova no Tribunal Europeu dos Direitos Humanos. O trabalho investigativo de Ismayilova resultou em sua prisão. Após o julgamento, Ismayilova foi libertada da prisão e teve sua sentença reduzida a uma pena suspensa de três anos e meio.
Em setembro de 2016, Clooney falou pela primeira vez nas Nações Unidas, perante o Escritório das Nações Unidas sobre Drogas e Crime (UNODC), para discutir a decisão que tomou em junho de 2016 de representar Nadia Murad como cliente em ação legal contra os comandantes do ISIL. Clooney caracterizou o genocídio, estupro e tráfico como uma "burocracia do mal em escala industrial" pelo ISIL, descrevendo um mercado de escravos existente tanto online, no Facebook e no Oriente Médio que ainda está ativo hoje.
Clooney, junto com Ara Darzi, esteve envolvido na liberação de dois jornalistas da Reuters, Wa Lone e Kyaw Soe Oo, de Mianmar em 6 de maio de 2019.
Em julho de 2019, entrou no time jurídico da jornalista filipina Maria Ressa.
Em fevereiro de 2020, começou a representar as Maldivas na busca de justiça para o povo Rohingya na Corte Internacional de Justiça da ONU.
Em abril de 2021, Amal Clooney abriu processo em nome de cinco mulheres Iazidi contra a membra mais antigo do Estado Islâmico, sendo este o primeiro desse tipo nos Estados Unidos. No mesmo mês, Amal e as advogadas Natalie von Wistinghausen e Sonka Mehner conseguiram que uma mulher alemã participante do ISIS fosse condenada nela justiça da Alemanha por crimes contra uma Iazidi, que foi sequestrada e escravizada.

### Professora
Para os semestres acadêmicos da primavera de 2015 e 2016, foi membro do corpo docente visitante e membro sênior do Instituto de Direitos Humanos da Columbia Law School. Ela foi co-professora com Sarah H. Cleveland no curso de direitos humanos de Cleveland e deu uma aula sobre litígios de direitos humanos para alunos na Clínica de Direitos Humanos da Universidade.
No semestre da primavera de 2018, lecionou na Columbia Law School, novamente como co-professora com Sarah H. Cleveland em uma aula básica sobre direitos humanos.
Clooney também deu aulas de direito penal internacional na SOAS Law School em Londres, The New School na cidade de Nova York, a Academia de Direito Internacional de Haia e na Universidade da Carolina do Norte em Chapel Hill.

### Palestras e Treinamentos
Amal é constantemente contratada para falar em palestras, seminários e conferências nos EUA e Europa, abordando principalmente liberdade de imprensa, liberdade de expressão e direitos humanos.
A advogada também é regularmente contratada para " oferecer treinamento para juízes, funcionários públicos e investigadores da ONU sobre direito penal internacional e direitos humanos."

## Clooney Foudation for Justice
Em 2016, George e Amal Clooney fundaram a Clooney Foundation for Justice, uma organização que visa "advogar pela justiça por meio da responsabilização pelos abusos dos direitos humanos em todo o mundo."
A fundação tem parceria com a Unicef, Google e HP na construção de escolas para crianças Sírias refugiadas. A CFJ também é parceira da Omaze, e juntos, os dois órgãos realizam ações de arrecadação de dinheiro para ações beneficentes.
Em 2017, passaram a hospedar o refugiado iazidi Hazim Avdal, que foi vitima de um ataque do ISIS em um ônibus no Iraque, na casa de George, no Kentucky, enquanto ele estuda em uma universidade americana. Essa é a primeira ação de um plano da fundação para ajudar na educação de universitários refugiados.
Em 2019, lançaram uma ferramenta de monitoramento a locais de risco aos direitos humanos, casos de violação a liberdade de expressão e crimes políticos, o TrialWatch App, desenvolvido pela Microsoft, outra parceira da fundação. O projeto tem apoio da Columbia Law School’s Human Rights Institute e da American Bar Association.
Também em 2019, o casal ganhou o prêmio da People’s Postcode Lottery, uma das maiores organizações de caridade da Europa, por seu trabalho humanitário. Eles também receberam um cheque de £ 1milhão para o TrialWatch. Em 2020, aceitaram o maior prêmio do Centro Simon Wiesenthal, o Humanitarian Award.
Em 2021, a CFJ anunciou que TrialWatch App estaria monitorando os casos de Aleksey Navalny e Aasif Sultan.

## Vida Pessoal

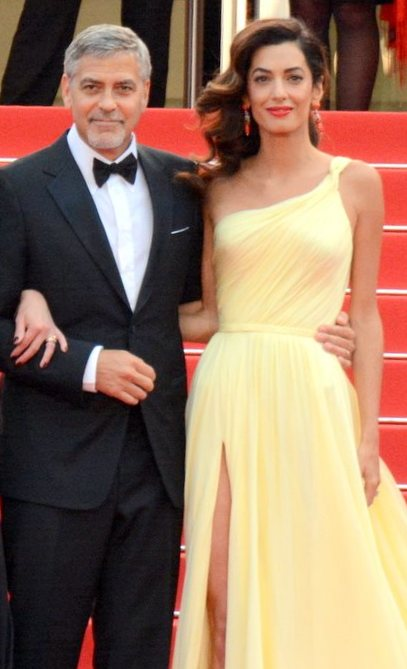
Amal e George Clooney no Festival de Cannes, 2016

Amal ficou noiva do ator George Clooney em 28 de abril de 2014. Eles se conheceram em maio de 2013, quando um amigo em comum da dupla levou a advogada como "plus one" em um jantar na casa de George, em Lago Como e foram vistos juntos publicamente pela primeira em setembro de 2013, em Londres.
Em 7 de agosto de 2014, o casal obteve a licença de casamento no Royal Borough of Kensington e Chelsea, em Londres. Eles se casaram em 27 de setembro de 2014 na prefeitura de Veneza após uma cerimônia de casamento de alto nível na mesma cidade, que contou com convidados famosos como Bono Vox, Bill Murray, Anna Wintour, Cindy Crawford, Matt Damon, Samantha Barry, Emily Blunt e John Krasinski. Walter Veltroni, amigo de George e ex-prefeito de Roma realizou a cerimonia. O casamento foi amplamente divulgado na mídia, e os quatro dias de festividades atraíram paparazzi, jornalistas de todo mundo e curiosos, rendendo em cobertura 24 horas da imprensa. As fotos foram vendidas para People, Hello! Magazine e Vogue por um valor milionário não divulgado precisamente. O dinheiro foi totalmente destinado a projetos sociais.
Em outubro de 2014, foi anunciado que os Clooneys haviam comprado a Mill House, uma mansão localizada em uma ilha no rio Tâmisa, em Sonning Eye, Inglaterra por cerca de £ 10 milhões.
Em janeiro de 2017, uma revista libanesa afirmou que Amal estaria grávida de gêmeos, em fevereiro a informação foi passada no talk show da CBS, The Talk. O amigo do casal, Matt Damon, confirmou a gravidez para o Entertainment Tonight no dia seguinte. Em 6 de junho de 2017, ela deu à luz gêmeos não idênticos, Alexander e Ella no St Mary's Hospital, em Londres.
Em 2016, Amal falou para a NBC que conversou com George antes de assumir o caso de Nadia Murad contra o ISIS pelos riscos que o trabalho traria. George falou ao Hollywood Reporter que a família enfrenta "problemas sérios e reais de segurança", por isso existe uma preocupação com a imagem pública de seus filhos, e que ele e Amal decidiram em comum não visitar mais locais que "não são bem vindos" após o nascimento das crianças para preservar a integridade da família.
Em julho de 2017, a revista francesa Voici, um fotografo e uma agência de fotos de celebridades foram processados pelos Clooney's por tirar fotos não autorizadas dos filhos do casal e estampa-las na capa da revista. Segundo George Clooney, o paparazzi invadiu a propriedade da família em Lago Como para conseguir as fotos.

## Imagem Pública
A figura de Amal é descrita por várias publicações como uma combinação de beleza, inteligência e estilo, e chama atenção por seu trabalho complexo como advogada e eloquência.
Em agosto de 2013, foi listada a advogada mais bonita do Reino Unido por um site.
Em 2014, a apresentadora Ellen DeGeneres se vestiu de Amal para o episódio especial de Halloweeen de seu talk show. No mesmo ano, Clooney foi escolhida a Pessoa Mais Fascinante do Ano pela jornalista Barbara Walters e a Mulher Mais Influente da Inglaterra pelo Evening Standart.
E, 2015, Tina Fey e Amy Poehler fizeram uma brincadeira durante a abertura do Globo de Ouro sobre o fato de George estar recebendo um prêmio por sua carreira àquela noite, apesar de Amal ter um currículo exemplar.
Em 2017, entrou com George no top 10 da lista de Pessoas Mais Bonitas do Mundo, da People. No mesmo ano, o site e redes sociais da revista transmitiram a cerimonia das Nações Unidas em que Clooney e sua cliente Nadia Murad discursaram a respeito de crimes cometidos pelo ISIS. A transmissão soma mais de 200 mil visualizações no Facebook. Nesta mesma ocasião, a revista Time foi duramente criticada por lançar uma manchete destacando a barriga de grávida de Amal ao invés de seu trabalho.
Apesar da fama, a advogada raramente da entrevistas sobre assuntos que fujam de seu trabalho. Para a BBC, declarou “Eu acho que se há mais pessoas que agora entendem o que está acontecendo com os Yazidis e ISIS, e se pode haver alguma ação resultante disso, que pode ajudar esses clientes, então eu acho que é realmente bom dar a esse caso a publicidade extra que pode obter. [...] Eu realmente não me vejo da mesma maneira [como celebridades envolvidas com caridade] porque ainda estou fazendo o mesmo trabalho que fazia antes, então, se há mais atenção, por qualquer motivo, a isso, eu acho que é bom."

### Moda
O gosto por moda e senso de estilo de Clooney chama atenção da mídia e público. A advogada constantemente ganha matérias em grandes site de moda e é citada em listas de pessoas mais bem vestidas.
Em 2014, entrou na lista final de Britânicos Mais Bem Vestidos do British Fashion Awards, com David Beckham, Kate Moss, Keira Knightley e Emma Watson.
Seu vestido de casamento foi a última criação de Oscar de la Renda antes de seu falecimento, e foi exibido em uma exposição em homenagem ao estilista.
Em 2015, foi reportado pelo site britânico The Independent que Amal recusou contratos muito lucrativos com marcas globais de luxo. A informação foi confirmada por seus representantes, que afirmaram que a advogada ficava honrada com os convites, mas não tinha isso com foco para sua carreira.
Em 2018, foi anfitriã do tradicional Baile do Met ao lado de Rihanna usando um traje do designer britânico Richand Quinn. Foi a primeira vez que uma criação de Quinn, na época um estilista em ascensão, foi usado em um grande evento e por uma grande celebridade, e isso ajudou a colocar sua grife em patamar global, sendo usada por outras grandes personalidades e em editoriais de moda. No mês do evento, foi capa da Vogue Americana, sendo essa uma das poucas vezes que falou de sua vida pessoal publicamente.
Também em 2018, Amal usou um vestido Stella McCartney exclusivo no casamento da amiga Meghan Markle com Príncipe Harry, o traje chamou atenção e colocou a advogada no topo da lista de convidados mais bem vestidos da cerimônia. Por isso, a estilista decidiu comercializar o modelo, o intitulando de "Amal's Dress".
Clooney é amiga de várias figuras importantes da moda, como Stella McCartney, Edward Enninful, Giambattista Valli, Anna Wintour, Cindy Crawford, Charlotte Tilbury, Alexis Roche e Samantha Barry.

## Nomeações
Em 2013, foi nomeada para uma série de comissões das Nações Unidas, incluindo assessoria do Enviado Especial Kofi Annan na Síria e conselho para o Inquérito de Drones de 2013 pelo relator de direitos humanos da ONU, Ben Emmerson QC, sobre o uso de drones em operações de contraterrorismo.
Em 25 de fevereiro de 2014, o Gabinete do Procurador-Geral do Reino Unido nomeou Clooney para o período de 2014 a 2019 para o Painel C do Painel de Advocacia de Direito Internacional Público.
Em maio de 2014, Clooney foi signatária da UNICEF UK e da carta aberta de Jemima Khan que apelava a "ação do governo do Reino Unido para proteger mulheres e crianças".
Em 2 de janeiro de 2015, foi relatado pelo The Guardian que ela havia escrito um relatório em fevereiro de 2014 - antes de se envolver como relatora no caso contra Mohamed Fahmy - para o Instituto de Direitos Humanos da International Bar Association (IBAHRI) que criticava o judiciário egípcio processar. Clooney e outros foram avisados de que havia uma forte possibilidade de serem presos se entrassem no Egito, como resultado das críticas.
Em abril de 2019, se tornou uma enviada especial no British Foreign and Commonwealth Office, aconselhando o Secretário de Estado, Jeremy Hunt, sobre a liberdade da mídia global. Em julho de 2019, foi nomeada Vice-Presidente do Painel de Alto Nível de Especialistas Jurídicos sobre Liberdade de Mídia, convocado por Lord Neuberger a pedido dos governos do Reino Unido e do Canadá. O Painel é independente do governo e formado por um grupo de importantes advogados internacionais e foi constituído para "desenvolver e promover mecanismos legais para prevenir e reverter os abusos da mídia". Em setembro de 2020, Clooney renunciou ao cargo de Enviada Especial devido à intenção do governo do Reino Unido de violar a lei internacional sobre o Brexit. Ela permanece vice-presidente do Painel de Alto Nível.

## Prêmios
- 2023 - 100 mulheres mais inspiradoras do mundo pela BBC.[80]
- Exhibition Universidade de Oxford;
- Shrigley Award para excelência em estudos de direito - Universidade de Oxford;
- Jack J. Katz Memorial Award por excelência em direito do entretenimento - Universidade de Nova York;
- British Fashion Awards 2014, finalista do prêmio Best British Style;
- Barbara Walters' Most Fascinating Person of 2015;
- Ranking Chambers and Partners de principais advogados do Reino Unido nas áreas de direitos humanos internacionais e direito penal internacional;[2]
- Ranking Legal 500 de principais advogados do Reino Unido nas áreas de direitos humanos internacionais e direito penal internacional;[2]
- UNCA Global Citizen of the Year Award 2018, prêmio da ONU para personalidade com trabalho humanitário de impacto global;[81]
- Lista final de 331 candidatos ao Nobel da Paz 2018;
- Gwen Ifill Press Freedom Award 2020, prêmio para indivíduos que trabalham pela liberdade de imprensa;
- Humanitarian Award 2020 do Simon Wiesenthal Center (George e Amal Clooney vencedores).

Em 2019, o Príncipe Charles lançou o Prêmio Amal Clooney para celebrar 'mulheres jovens incríveis'.

## Publicações
- Alamuddin, Amal (2010). "II. Before the Trial Begins; 6. Collection of Evidence". In Khan, Karim A. A.; Buisman, Caroline; Gosnell, Christopher (eds.). Principles of Evidence in International Criminal Justice. Oxford: Oxford University Press. pp. 231–305.
- Alamuddin, Amal; Webb, Philippa (15 de Novembro de 2010). "Expanding Jurisdiction over War Crimes under Article 8 of the ICC Statute". Journal of International Criminal Justice.
- Alamuddin, Amal (Abril, 2012). "Does Libya Have to Surrender Saif Al-slam Gaddafi to The Hague?" (PDF). Mizaan: The Newsletter from Lawyers for Justice in Libya
- Alamuddin, Amal (10 de Dezembro de 2012). "Will Syria go to the ICC?"
- Alamuddin, Amal; Hardman, Nadia (Fevereiro, 2014). "Separating Law and Politics: Challenges to the Independence of Judges and Prosecutors in Egypt"
- Alamuddin, Amal (2014). "The role of the Security Council in starting and stopping cases at the International Criminal Court: problems of principle and practice"
- Alamuddin, Amal; Bonini, Anna (2014). "Chapter 4: The UN investigation of the Hariri assassination; The relationship between the UN investigation commission and the Special Tribunal for Lebanon: Problems of Principle and Practice". In Alamuddin, Amal; Jurdi, Nidal Nabil; Tolbert, David (eds.). The Special Tribunal for Lebanon: Law and Practice. Oxford: Oxford University Press. pp. 50–72
- Clooney, Amal (18 de Agosto de 2014). "The Anatomy of an Unfair Trial"
- Clooney, Amal (30 de Abril de 2015). "Release Mohamed Nasheed – an innocent man and the Maldives' great hope"
- Clooney, Amal (14 de Outubro 2015). "Maldives Backslides into Repression as the World Calls for President Nasheed's Release"
- Clooney, Amal; Webb, Philippa (2020). The Right to a Fair Trial in International Law. New York: Oxford University Press.
- Lord Neuburger, Ms. Amal Clooney, Baroness Helena Kennedy and Mr. Can Yeginsu (3 de Maio de 2021). "The need for independent judges and a free press in a democracy"